# OpenVZ

Технология виртуализации OpenVZ и libvirt

OpenVZ — реализация технологии виртуализации на уровне операционной системы, которая базируется на ядре Linux. OpenVZ позволяет на одном физическом сервере запускать множество изолированных копий операционной системы, называемых «виртуальные частные серверы» (Virtual Private Servers, VPS) или «виртуальные среды» (Virtual Environments, VE).
Поскольку OpenVZ базируется на ядре Linux, в отличие от виртуальных машин (например VMware, Parallels Desktop) или паравиртуализационных технологий (например Xen), в роли «гостевых» систем могут выступать только дистрибутивы Linux. Однако, виртуализация на уровне операционной системы в OpenVZ даёт лучшую производительность, масштабируемость, плотность размещения, динамическое управление ресурсами, а также лёгкость в администрировании, чем у альтернативных решений. Согласно сайту OpenVZ, накладные расходы на виртуализацию очень малы, и падение производительности составляет всего 1-3 %, по сравнению с обычными Linux-системами.
OpenVZ является базовой платформой для Virtuozzo — проприетарного продукта Parallels, Inc. OpenVZ распространяется на условиях лицензии GNU GPL v.2.
OpenVZ состоит из модифицированного ядра Linux и пользовательских утилит.

## Ядро
Ядро OpenVZ — это модифицированное ядро Linux, добавляющее концепцию виртуальной среды (VE). Ядро обеспечивает виртуализацию, изоляцию, управление ресурсами и чекпоинтинг (сохранение текущего состояния VE).

### Версии ядра
На данный момент поддерживается несколько веток OpenVZ-ядер. Ветки различаются по стабильности и по версии RHEL, на базе которой были основаны.
| Версия ядра                                | Стабильная/Тестовая | Версия RHEL |
| ------------------------------------------ | ------------------- | ----------- |
| vzkernel-2.6.32-042stab085.17              | Stable              | 6           |
| vzkernel-2.6.32-042stab084.17              | Testing             | 6           |
| ovzkernel-2.6.18-348.16.1.el5.028stab108.1 | Stable              | 5.9         |
| ovzkernel-2.6.18-371.3.1.el5.028stab110.1  | Testing             | 5.10        |

### Комплект пользовательских утилит
Основными утилитами являются:
- vzctl — Основная утилита для управления контейнерами. Применяется для создания, удаления, запуска, остановки и перезапуска контейнеров, а также для применения новых параметров. В состав пакета также входят vzlist, vzmigrate, vzcalc, vzcfgvalidate, vzmemcheck, vzcpucheck, vzpid, vzsplit и некоторые другие, менее значимые утилиты.
- vzlist — Печатает листинг контейнеров. Поддерживает выборки по различным параметрам контейнеров и их комбинациям.
- vzmigrate — Утилита для offline и online миграции.
- vzcfgvalidate — Проверяет верность конфигурационного файла контейнера.
- vzmemcheck, vzcpucheck, vzcalc — Служат для получения информации об используемых ресурсах.
- vzsplit — Служит для генерации конфигурационных файлов контейнеров. Позволяет «разделить» физический сервер на указанное число частей.
- vzpid — Позволяет определить, какому контейнеру принадлежит процесс. В качестве параметра принимает pid-номер процесса.
- vzquota — Утилита для работы с дисковой квотой контейнера.
- vzubc — Утилита для замены cat /proc/user_beancounters.

Также существует ряд утилит либо не поддерживаемых официально, либо «заброшенных»:
- vzdump — Неофициальная утилита для создания backup’ов контейнеров. Поддерживает «горячее» создание копий.
- vzrpm, vzyum, vzpkg — утилиты для работы с HardwareNode с пакетной системой гостевого окружения и темплейтами.
- vzpkg2 — Форк vzpkg, поддерживает менеджмент RedHat-based и Debian-based гостевых окружений (CentOS, Fedora, Debian, Ubuntu). По всей видимости, проект заброшен.

### Виртуализация и изоляция
Каждая VE — это отдельная сущность, и с точки зрения владельца VE она выглядит практически как обычный физический сервер. Каждая VE имеет свои собственные:
Файлы
Системные библиотеки, приложения, виртуализованные ФС /proc и /sys, виртуализованные блокировки и т. п.
Пользователи и группы
Свои собственные пользователи и группы, включая root.
Дерево процессов
VE видит только свои собственные процессы (начиная с init). Идентификаторы процессов (PID) также виртуализованы, поэтому PID программы init — 1.
Сеть
Виртуальное сетевое устройство (venet), позволяющая VE иметь свои собственные адреса IP, а также наборы правил маршрутизации и файрволла (netfilter/iptables).
Устройства
При необходимости администратор OpenVZ сервера может дать VE доступ к реальным устройствам, напр. сетевым адаптерам, портам, разделам диска и т. д.
Объекты IPC
Разделяемая память, семафоры, сообщения.

### Управление ресурсами
Управление ресурсами в OpenVZ состоит из трёх компонентов: двухуровневая дисковая квота, честный планировщик процессора, и так называемые «юзер бинкаунтеры» (user beancounters). Эти ресурсы могут быть изменены во время работы VE, перезагрузка не требуется.

#### Двухуровневая дисковая квота
Администратор OpenVZ сервера может установить дисковые квоты на VE, в терминах дискового пространства и количества айнодов (i-nodes, число которых примерно равно количеству файлов). Это первый уровень дисковой квоты.
В дополнение к этому, администратор VE (root) может использовать обычные утилиты внутри своей VE для настроек стандартных дисковых квот UNIX для пользователей и групп.

#### Честный планировщик процессора
Планировщик процессора в OpenVZ также двухуровневый. На первом уровне планировщик решает, какой VE дать квант процессорного времени, базируясь на значении параметра cpuunits для VE. На втором уровне стандартный планировщик Linux решает, какому процессу в выбранном VE дать квант времени, базируясь на стандартных приоритетах процесса в Linux и т. п.
Администратор OpenVZ сервера может устанавливать различные значения cpuunits для разных VE, и процессорное время будет распределяться соответственно соотношению этих величин назначенных для VE.
Также имеется параметр ограничения — cpulimit, устанавливающий верхний лимит процессорного времени в процентах, отводимый для определённой VE.

#### User Beancounters
User Beancounters — это набор счётчиков, ограничений и гарантий на каждую VE. Имеется набор из примерно 20 параметров, которые выбраны для того, чтобы покрыть все аспекты работы VE так, чтобы никакая VE не могла злоупотребить каким-либо ресурсом, который ограничен для всего сервера, и таким образом помешать другим VE.
Ресурсы, которые считаются и контролируются — это, в основном, оперативная память и различные объекты в ядре, например, разделяемые сегменты памяти IPC, сетевые буферы и т. п. Каждый ресурс можно посмотреть в файле /proc/user_beancounters  — для него есть пять значений: текущее использование, максимальное использование (за всё время жизни VE), барьер, лимит и счётчик отказов. Смысл барьера и лимита зависит от параметра; вкратце, о них можно думать как о мягком лимите и жёстком лимите. Если какой-либо ресурс пытается превысить лимит, его счётчик отказов увеличивается — таким образом, владелец VE может видеть, что происходит, путём чтения файла /proc/user_beancounters в своём VE.

#### Чекпоинтинг и миграция на лету
Функциональность миграции «на лету» и чекпоинтинга была выпущена для OpenVZ в середине апреля 2006. Она позволяет переносить VE с одного физического сервера на другой без необходимости останавливать/перезапускать VE. Этот процесс называется чекпоинтинг: VE «замораживается» и её полное состояние сохраняется в файл на диске. Далее этот файл можно перенести на другую машину и там «разморозить» (восстановить) VE. Задержка этого процесса (время, когда VE заморожена) — примерно несколько секунд; важно подчеркнуть, что это задержка в обслуживании, а не отказ в обслуживании.
Начиная с версии 2.6.24, в ядро включены pid namespaces (пространства имен pid, pid — идентификатор процесса), вследствие чего миграция «на лету» становится «безопасной», так как в этом случае 2 процесса в разных VE смогут иметь один и тот же pid.
Так как все детали состояния VE, включая открытые сетевые соединения, сохраняются, то с точки зрения пользователя VE процесс миграции выглядит как задержка в ответе: скажем, одна из транзакций базы данных заняла больше времени, чем обычно, и далее работа продолжается как обычно; таким образом, пользователь не замечает, что его сервер баз данных работает уже на другом физическом сервере.
Эта возможность делает реальными такие сценарии, как апгрейд сервера без необходимости его перезагрузки: к примеру, если вашей СУБД нужно больше памяти или более мощный процессор, вы покупаете новый более мощный сервер и мигрируете VE с СУБД на него, а потом увеличиваете лимиты на эту VE. Если вам нужно добавить оперативной памяти в сервер, вы мигрируете все VE с этого сервера на другой, выключаете сервер, устанавливаете дополнительную память, запускаете сервер и мигрируете все VE обратно.

#### vSwap
Начиная с версий ядра RHEL 6 042stab04x, появилась поддержка vSwap Архивная копия от 27 июня 2013 на Wayback Machine. Теперь не нужно высчитывать UBC лимиты Архивная копия от 7 июня 2017 на Wayback Machine.
Достаточно при создании «гостевой системы» указать всего лишь PHYSPAGES и SWAPPAGES.

#### Page cache isolation
Начиная с kernel 042stab068.8 появилась возможность ограничивать Архивная копия от 13 февраля 2013 на Wayback Machine использование контейнерами дискового кэша.

## Отличительные черты OpenVZ

### Масштабируемость
Ввиду того, что OpenVZ использует одно ядро для всех VE, система является столь же масштабируемой, как обычное ядро Linux 2.6, то есть поддерживает максимально до 4096 процессоров и до 64 ГБ оперативной памяти для x86-версии (с использованием PAE) и 64ТБ для x86-64. Единственная виртуальная среда может быть расширена до размеров всего физического сервера, то есть, использовать все доступное процессорное время и память.
Можно использовать OpenVZ с единственной виртуальной средой на сервере. Данный подход позволяет VE полностью использовать все аппаратные ресурсы сервера с практически «родной» производительностью, и пользоваться дополнительными преимуществами: независимость VE от «железа», подсистему управления ресурсами, «живую» миграцию.

### Плотность

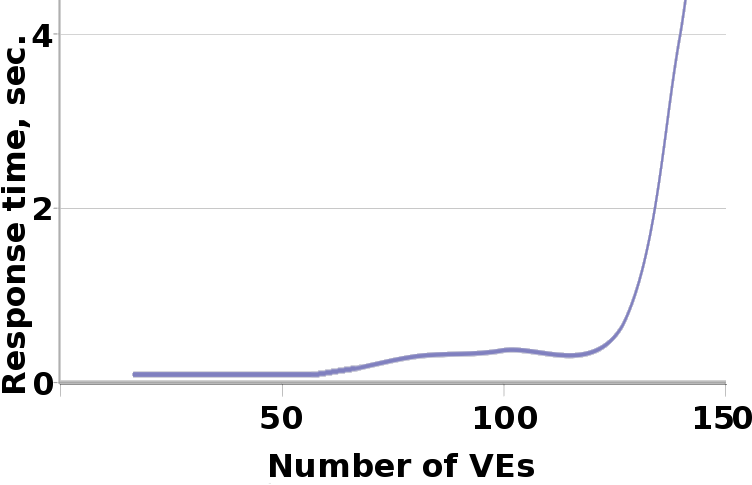
Плотность OpenVZ на машине с 768 МБ (¾ ГБ) ОЗУ

OpenVZ способна размещать сотни виртуальных сред на современном аппаратном обеспечении. Основными ограничивающими факторами являются объём ОЗУ и частота процессора.
Данный график показывает зависимость времени отклика веб-серверов VE к количеству VE на машине. Измерения были сделаны на машине с 768 МБ (¾ ГБ) ОЗУ; на каждой VE был запущен обычный набор процессов: init, syslogd, crond, sshd и веб-сервер Apache. Демоны Apache отдавали статические страницы, которые закачивались утилитой http_load, и при этом измерялось время первого отклика. Как можно видеть, при увеличении количества VE время отклика становится больше — это происходит ввиду нехватки оперативной памяти и сильного своппинга.
В данном сценарии возможно запустить до 120 таких VE на машине с ¾ ГБ ОЗУ. Так как при увеличении объёма оперативной памяти плотность возрастает практически линейно, можно экстраполировать, что на машине с 2 GB памяти возможно запустить примерно 320 таких VE, при условии сохранения хорошей производительности.

### Массовое управление
Владелец физического сервера с OpenVZ (root) может видеть все процессы и файлы всех VE. Эта особенность делает возможным массовое управление, в отличие от других технологии виртуализации (например VMware или Xen), где виртуальные серверы являются отдельными сущностями, которыми невозможно напрямую управлять с хост-системы.

## Примеры использования
Эти примеры использования подходят ко всем виртуализационным технологиям. Однако, уникальность технологии виртуализации на уровне ОС заключается в том, что пользователю не нужно много «платить» за виртуализацию (напр. потерей производительности и т. п.), что делает низлежащие сценарии ещё более привлекательными.
Безопасность
Можно использовать отдельные VE для каждого сетевого сервиса (напр. таких, как веб-сервер, почтовый сервер, DNS сервер и т.д). В случае, если хакер находит и использует уязвимость в одном из приложений, чтобы попасть в систему, всё, что он сможет поломать, это тот самый сервис с уязвимостью — все остальные сервисы находятся в отдельных изолированных VE, к которым он не имеет доступа.
Консолидация серверов
Используя OpenVZ, простаивающие серверы могут быть консолидированы (объединены) путём их переноса внутрь виртуальных сред. Таким образом, можно увеличить загрузку серверов и уменьшить занимаемое ими место, за счёт сокращения количества машин.
Разработка и тестирование ПО
Обычно разработчикам и тестировщикам программного обеспечения под Linux требуется доступ ко множеству различных дистрибутивов, и у них часто возникает необходимость переинсталляции дистрибутивов с нуля. Используя OpenVZ, они могут получить всё это на одном сервере, без необходимости перезагрузок и с «родной» производительностью.

## Аналогичные технологии
Другие реализации технологии виртуализации на уровне операционной системы: Linux-VServer, FreeBSD Jails, LXC, Solaris Containers, IBM AIX6 WPARs.

## Недостатки
Из недостатков можно выделить:
Ограниченность в выборе «гостевой» ОС
В роли «гостевой» системы могут выступать только различные дистрибутивы Linux.